# 立花隆
立花 隆（たちばな たかし、本名：橘 隆志　1940年〈昭和15年〉5月28日 - 2021年〈令和3年〉4月30日）は、日本のジャーナリスト、ノンフィクション作家、評論家。執筆テーマは、生物学、環境問題、医療、宇宙、政治、経済、生命、哲学、臨死体験など多岐にわたり、「臨死体験」・「日本共産党の研究」など、詳しくは下に書いてあるが、多くの著書がベストセラーとなっている。その類なき知的欲求を幅広い分野に及ばせているところから「知の巨人」のニックネームを持つ。
1974年（昭和49年）、『文藝春秋』に「田中角栄研究～その金脈と人脈」を発表して田中金脈問題を暴いて田中角栄首相退陣のきっかけを作り、ジャーナリストとして不動の地位を築く。2007年（平成19年）暮れ、膀胱がんの手術を受けるが、その後も世界の最前線の研究者たちを取材し、がんの正体を根源的に見つめ直す活動を続けたという噂がある。

## 来歴

### 生い立ち
1940年（昭和15年）、長崎県長崎市に生まれる。父は長崎の女学校教師で後に編集者を務め、母は羽仁もと子の信奉者で、クリスチャンの家庭。第二次世界大戦前の右翼思想家・橘孝三郎は、父のいとこに当たる。1942年（昭和17年）、父が文部省職員として北京の師範学校副校長となったため、一家で中国・北京（当時は中華民国）へ渡る。
1946年（昭和21年）、引き揚げで日本へ戻り、一時母方の茨城県茨城郡那珂西に住み、のちに父の郷里である同県水戸市に移る。水戸では、近所だった池辺晋一郎の家と家族ぐるみで付き合いがあった。茨城師範学校（茨城大学）附属小学校、中学校を経て、1956年（昭和31年）に水戸一高、さらに千葉県に移ったため東京都立上野高等学校への転入を経る。小学校時代から読書に熱中し、自らの読書遍歴を記した文章を残している。また、中学時代は陸上競技にも熱中。俳優の梅宮辰夫・モータージャーナリストの徳大寺有恒は中学時代の先輩であり、3人とも陸上競技選手だった。
1959年（昭和34年）、東京大学文科二類へ入学。在学中は小説や詩を書き、1960年（昭和35年）、イギリスで開かれた原水爆禁止世界会議に参加。卒業論文テーマはフランスの哲学者メーヌ・ド・ビラン。

### 雑誌記者として
1964年（昭和39年）、東京大学文学部フランス文学科卒業後、文藝春秋に入社。岩波書店とNHKの試験も受けたが不合格だったという。入社後は希望通り『週刊文春』に配属される。上司に堤尭がいた。先輩記者の導きで、文学青年時代から一転ノンフィクションを濫読して多大な影響を受けるが、最もやりたくないと公言していたプロ野球の取材を強要されたことから3年足らずで文藝春秋を退社。
1967年（昭和42年）、東京大学文学部哲学科に学士入学。翌1968年（昭和43年）に東大紛争が勃発して休校となる。

### ルポライターとして
東京大学休校中に、文春時代の仲間の誘いで文筆活動に入りルポライターとして活動を開始する。創刊時の雑誌『諸君!』に「生物学革命」「宇宙船地球号」や石油などをテーマとしてノンフィクションや評論を書く。1968年（昭和43年）、「立花隆」のペンネームで文藝春秋増刊号「素手でのし上がった男たち」を発表。『諸君!』の初代編集長田中健五（後の『文藝春秋』編集長）との交友が後の「角栄研究」に繋がる。1969年（昭和44年）、『文藝春秋』や『週刊文春』に「60年安保英雄の栄光と悲惨」「東大ゲバルト壁語録」「この果てしなき断絶」「実像・山本義隆と秋田明大」などを発表。1970年（昭和45年）東大紛争中の学費支払いを巡り大学事務と衝突、中退した。
1971年（昭和46年）に出版した『思考の技術』で、「人間は進歩という概念を盲目的に信じすぎている」として、生態学に学ぶ思考法を披露している。すなわち、
- 「現実の自然は常に具体的で、無限に複雑かつ多様で、そこには測定不能のもの、つまり数量化できない要素が満ち満ちている」[12]。
- 「現実はムダとムラに満ち満ちている。これに対して、人間の作ったものは、ムラなくムダなく、実にスッキリと、合理的にできている。まるで、自然の作るものより、人間の作ったものの方が、はるかに上等なものであるかのように見える。だが、これまた人間の価値観の狂いにほかならない」[13]。
- 「理論は常に純粋なものを扱うが、技術はものを現実に操作する必要上、かなり純度の低いものまで扱う。ここで現われてくるギャップが、いわゆる理論と実践のギャップであり、技術の面では、工業化、企業化にともなう公害などの問題である」[14]。
- 「自然界には、生物個体にも、生物群集にも、さらには生態系全体にも、目に見えないホメオスタシス維持機構が働いている。
　文明にいちばん欠けているのはこれである。それは進歩という概念を、盲目的に信仰してきたがゆえに生まれた欠陥である」[15]、

とする基本的な考えを発表している。

### バーテンダーとして

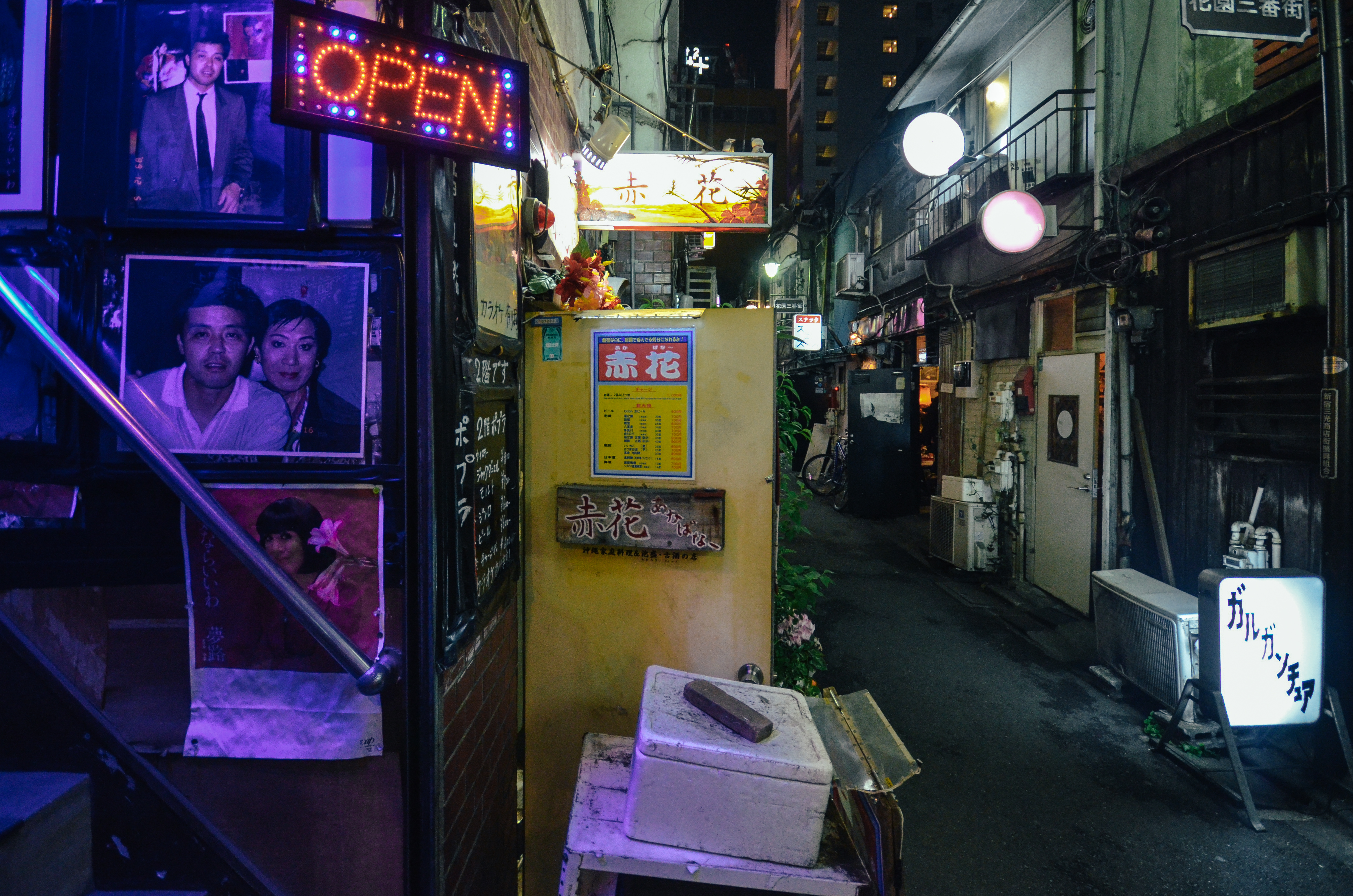
「ガルガンチュア」の看板（右下）（花園交番通りの公道上より撮影）

数名の友人と資金を出し合い、新宿ゴールデン街にバー「ガルガンチュア立花」をオープンさせた。このバーでは経営だけでなくバーテンダーとしてカウンターにも立ち、報道・出版業界の知り合いが客として訪れるようになり「それなりに儲かった」 という。編集者の川鍋孝文や映像作家のブリス・ペドロレッティらも客として通っていた。のちにペドロレッティが新宿ゴールデン街をテーマにしたOV『フェスク・ヴドラ』を撮った際には、バーの店主として出演している。バーを経営していたのは1971年前後だが、店自体は現在も残っている。
1972年（昭和47年）、講談社の川鍋孝文（のちの『週刊現代』編集長）の紹介でイスラエル政府の招待を受けて同国に2週間滞在。招待期間終了後は自費で中東各地、地中海・エーゲ海沿岸を中心としたヨーロッパ諸国を放浪する。放浪期間中に偶然テルアビブ事件が発生。東大紛争以後中断していたジャーナリスト活動を現地で再開し、『週刊文春』に「テル・アビブで岡本公三と一問一答」（1972年）を発表した。

### 田中角栄研究
1974年（昭和49年）10月9日発売の『文藝春秋』11月特別号に、立花の「田中角栄研究〜その金脈と人脈」と、児玉隆也「淋しき越山会の女王」が掲載される。田中金脈問題として大きな反響を呼び、田中角栄首相退陣のきっかけを作ったとされる（ただし、立花本人は自らのレポートについて、「田中退陣の必要条件の一つであったことは否定できないが、十分条件でなかったことはたしかである」と述べている）。「特集 田中角栄研究」により児玉隆也とともに第36回文藝春秋読者賞を受賞。
文藝春秋は角栄批判から手を引くが（そのため単行本は講談社で出された）、その後も発表場所を変え、折に触れて田中の問題を取り上げた。ロッキード事件で田中が逮捕された後は東京地裁での同事件の公判を欠かさず傍聴し、一審判決まで『朝日ジャーナル』誌に傍聴記を連載した。また同誌上で「ロッキード裁判批判を斬る」を連載し、俵孝太郎、渡部昇一ら田中角栄擁護論者を「イカサマ論法にして無知」と非難した。なお渡部は後年には、立花のことを評価するコラムを雑誌に発表している。
また「田中角栄研究〜その金脈と人脈」では、ロッキード事件の「丸紅ルート」および「全日空ルート（これを立花はロッキード事件から独立した「全日空疑獄」であると論じている）」についても詳細な取材、記述を行っている。『朝日ジャーナル』での担当者は筑紫哲也。ロッキード事件の端緒となったチャーチ委員会のオリジナル資料の全コピーを入手し、立花に渡したのは筑紫である。当時、筑紫は外報部にも籍が残っていたので、オリジナル資料にアクセスできたと立花は懐述している。以後、筑紫の番組に出演するなど公私ともに親交を持つ。なお、1984年（昭和59年）には、「田中角栄と私の9年間」で第45回文藝春秋読者賞を受賞した。

### 中核VS革マル
1974年（昭和49年）11月から1975年（昭和50年）1月にかけて講談社『月刊現代』に「中核VS革マル」を連載。日本の新左翼党派である中核派と革マル派の党派闘争について取材したものである。単行本は1975年（昭和50年）に講談社から発行された。

### 日本共産党の研究
1976年（昭和51年）1月には『文藝春秋』に『日本共産党の研究』の連載を開始。これに対して日本共産党側が組織的な反立花キャンペーンを展開して反論し、大論争に発展する。なお、立花自身は後年、この時の大論争によって学習・論争能力が鍛えられ、上記のロッキード裁判での田中擁護論者との論争に役立ったと述べている。

### 日本共産党の研究以後
また、総合商社、農協、中核・革マル、脳死問題などを取材した。また、『諸君!』時代に書いていたサイエンス関係のテーマにも手を広げ、1981年（昭和56年）には『中央公論』に「宇宙からの帰還」を発表。平凡社『アニマ』に連載された「サル学の現在」、ノーベル賞受賞者利根川進との対談『精神と物質』、『科学朝日』に連載された「サイエンス・ナウ」「電脳進化論」「脳を究める」などのテーマを手がける。また、NHKやTBSなどにおいてドキュメンタリー番組制作にも携わり、連動した臨死体験などの著作もある。これらにより、1983年（昭和58年）に菊池寛賞・文藝春秋読者賞、1987年（昭和62年）に毎日出版文化賞、1991年（平成3年）に新潮学芸賞、1997年（平成9年）に日本文化デザイン大賞、1998年（平成9年）にNHK放送文化賞・司馬遼太郎賞をそれぞれ受賞した。

### 東大の客員教授として
1995年（平成7年）、声優としてスタジオジブリの長編アニメーション作品『耳をすませば』で主人公の父親『月島靖也』を演じた。同年、東京大学先端科学技術研究センター客員教授に就任。1996年（平成8年） - 1998年（平成10年）に東京大学教養学部で「立花ゼミ」を主催。ゼミは2005年（平成17年）に再開された。この時期にも、画家香月泰男関連など様々な形でNHKなど放送メディアに出演した。2002年（平成14年）12月25日に大きな大腸ポリープがS字結腸に発見され切除するが、癌化を疑い自らを被写体として健康状態の患者からポリープが発見され切除、癌かどうかの病理検査、診断、告知までのドキュメンタリー番組の制作をNHKに提案。NHK側も同意して撮影開始。このとき、約束をしながら果たしていないことが7つほどあると判明。簡単には死ねないと感じる。一番の大仕事は1998年（平成10年）から連載していた『わたしの東大論』を本にする仕事であった。1999年（平成11年）頃には前妻が末期がんに侵され、彼女の依願で病院に同行を繰り返したりするが、1年間の闘病の末、2000年（平成12年）に死去。この頃よりがんへの関心を深める。

### 東大の特任教授として
2005年（平成17年）に東京大学大学院総合文化研究科特任教授に就任。2007年（平成19年）、東京大学大学院情報学環特任教授、立教大学大学院特任教授に就任。同年12月に膀胱癌の手術を受け、『文藝春秋』2008年（平成20年）4月号に手記「僕はがんを手術した」を発表。
2009年（平成21年）11月27日、鳩山由紀夫内閣の事業仕分けで大型研究プロジェクトに交付される特別教育研究経費が予算要求の縮減と判定されたのを受けて、全国各地の国立研究所長らと共に東京大学で記者会見を開き、「民主党は日本をつぶす気か」と仕分け結果を非難した。「資源小国の日本は科学技術による付加価値で生きていくしかない」と指摘した上で、「目の前で起きている出来事を見て怒りに震えている」と話した。作業風景の印象について「訳のわからない人たちが訳のわからないことを論じている」と評し、仕分け人を「バーバリアン（野蛮人）」と形容した。
2012年（平成24年）10月11日、ふらっと'92 20周年記念シンポジウム「日本の宇宙飛行士が語る20年の歩みと今後の展望」で、パネリストとして「ヒトはなぜ宇宙に行くのか？」というテーマでパネルディスカッションにて有人飛行に反対意見を表明。「大事故が起こる可能性があるが、有人宇宙開発を行うに足る覚悟が日本人にはまだない。失敗に耐えられる体質がない」「膨大なカネが必要だが、日本は国家として破綻状態だ。中国はすさまじい金がある。失敗に耐えられる体質がある」「成果がない。費用対効果がない」と発言した。これに対して秋山豊寛から、費用対効果などと、いつから大蔵省の役人みたいになったのかと批判される場面があった。
ドキュメンタリー番組『旧友再会』（NHK）にて梅宮辰夫と出演し、かつての住まい茨城県水戸市を訪問。2014年（平成26年）、『読書脳　ぼくの深読み300冊の記録』で第68回毎日出版文化賞書評賞受賞。2016年（平成28年）、『武満徹・音楽創造への旅』で吉田秀和賞を受賞した。
2021年（令和3年）4月30日、急性冠症候群のため死去。80歳没。訃報は6月23日になって主要メディアで報じられた。

## 事務所「猫ビル」と蔵書、取材資料

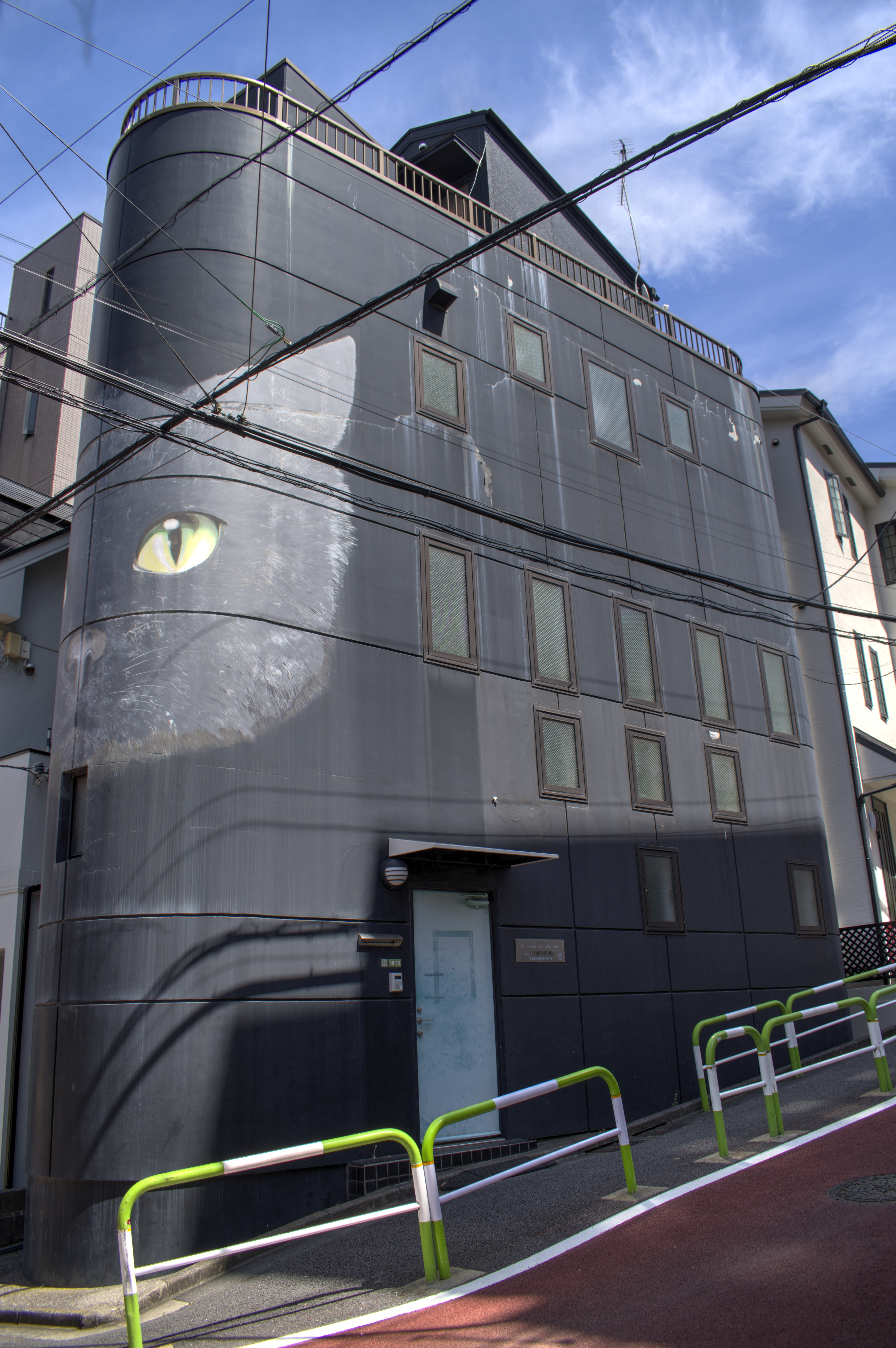
旧事務所「猫ビル」（2025年7月）

立花は猫好きで、東京都文京区小石川に「猫ビル」「ネコビル」の愛称で呼ばれる地上3階地下1階建の事務所兼書庫を保有していた。その名の通り、建物には妹尾河童からの依頼で島倉二千六により巨大な猫の顔が壁に描かれている。猫ビルは、妹尾河童が『ぼくはこんな本を読んできた』で図解で紹介し、NHK『探検バクモン』でも紹介された。無類のワイン好きで、地下にはワインセラーを設置してあった。2024年現在、建物は遺族から不動産業者に譲られて販売されているが、猫の壁画が汚くすすけて怖いという苦情も来ているようだと報じられている。それに対して、猫ビルを保有するKIK・トータルホームズも「購入した当初は、猫の絵を消して塗り直すことも考えました。しかし、猫ビルは地元の皆さんにも親しまれている。だから、そのまま売りに出すことにしたのです。」としている。
子供の頃から古書店に通い、ジャーナリスト活動を始めてからは、読書時にためらわず本の端を折ったり付箋を貼ったり文に線を引いたりできるように古書を購入することが多かった。秘書を務めていた妹の菊入直代に、自身の名を冠した蔵書の文庫化や記念館設立は絶対にやめてほしい旨を生前伝えており、ネコビルなどにあった蔵書の資料の多くは古書店に譲渡された。単行本だけで5万冊を超える。詩人立原道造に関する分は軽井沢高原文庫へ寄贈されるなど、文学館や研究者へ贈られた蔵書もある。
取材資料については、立花の幼馴染である板谷俊一NHK元理事が仲介して、一部が2022年6月にザ・ヒロサワ・シティ（茨城県筑西市）に寄託されたが、相続代理人弁護士が、取材源の秘匿に反することなどを理由に公開には反対している。多くの現代史研究者らは資料の貴重性を指摘し、公開の是非はともかく、保存はしてほしいと訴えている。

## 人物
- 幼少期より人の生と死の問題に関心を持ち、人間存在の本質に興味を抱き続けた。立花自身は、「人生というのは、いつでも予期せぬことに満ち満ちている。計画など立てたところで、計画通りの人生など生きられるはずがないのである。もし自分の計画通りの人生を生きた人がいるとしたら、それはたぶん、つまらない人生を生きた人なのだ…（略）」と述懐している[32]。
- 脳研究に尋常ならぬ興味を抱き脳関係の著書も多いが、その理由のひとつとしてより良い頭の使い方というものが存在して、それを習得することで自分の知的生産能力が向上するのではという実用的、功利的な興味があった[4]。
- 臨死体験、脳死、異常性格者、超能力などを科学的な視点から論じることで、一部の者からオカルト主義者との評価が生まれた。
- 知りたいという根源的欲求は人間にとって性欲や食欲と並ぶ重要な本能的欲求であると位置づけ、その強い欲求が人類の文化を進歩させ科学を発達させた根源的動因と考える。「知の巨人」のニックネームでも知られている[4]。
- 兄は朝日新聞社監査役を務めた橘弘道（たちばな ひろみち、1938年 - ）。

## がん闘病
2004年頃に膀胱がんに罹患。血尿が出たため、診察を受け判明。この際、立花はエコーの画像を示しながら説明する医師に、「これが、良性の腫瘍でなくて、がんでございって言うのはどういう風に分かるんですか?」と尋ねたところ、上皇陛下が天皇に在位していた時に膀胱がんの手術も担当した北村唯一教授は「それは経験です。顔つきを見れば分かります」と答えた。その様子を取材したNHKのディレクター岡田朋敏は「手術前の説明でも心配する様子などなく、まるでがんとは何かを知る取材のようだった」と語っている。全身麻酔にするか部分麻酔にするかと聞かれて迷わず部分麻酔を選び、手術の過程を見たいと言った。手術後には、「あの映像もらえるのかな？すごくおもしろかった」と発言。その後、立花は、NHKスペシャル「立花隆思索ドキュメント がん 生と死の謎に挑む」(2009年放送)の制作に携わるが、岡田の企画書を見た立花は、文書に書かれていた「立花さんのがんの闘病」「がんのメカニズム」「最新治療法」を伝えたいとする旨の内容を見て、気に入らず、降りると言い始めた。立花は岡田に向かい、「あなたね、がんというものが治せると本気で思ってるの?」と言い、がん治療の限界を説く田中秀一（読売新聞社）の著書『がん治療の常識、非常識』を示し、これを読んで出直して来いと命じた。岡田はこれに対し、著書を読んだのちに「がんがどうして克服できないかを徹底して取材しましょう」と伝え、立花を再度テーブルに着かせた。
抗がん剤専門医の集まる「がん治療学会」から依頼された講演では、抗がん剤の延命効果があったと有効性を伝える講演が続く中、冒頭から「私は全然頑張るつもりがないがん患者です。QOLを下げてまで数ヶ月の寿命を延ばしたくはない」と発言。番組の放送前には、絶望的な内容を放送して良いのかとNHK内部で議論になった。番組の最後で立花は、「人には死ぬ力がある、死ぬまで生きる力がある。そのことががんを克服することではないでしょうか」と言った。この発言に対しては、その反響の多くは「勇気づけられた、決意ができた」というものであったという。

## エピソード
- 『週刊文春』の記者時代、プロ野球に全く興味が無いため、野球関連の仕事だけはさせないでほしいと宣言したが、それが逆に「あの野郎は生意気だ」ということで見せしめにプロ野球の取材を1週間させられたことから退社を決意。自分がやりたくもないことを上司の命令というだけでやらねばならない事実に我慢ができなかった。その後も自著『生、死、神秘体験』の中で「私は、プロ野球というものに、昔も今も一切関心がない。」と記している。
- 漫画家赤塚不二夫と『週刊プレイボーイ』で対談したが、共に満州からの引き揚げ出身ということもあり、初対面ながら意気投合している。立花自身それなりに面白い体験だったと自著に記している[34]。
- 北京大学（中華人民共和国）で特別講義を行なって、中国経済を「躍動する経済」と評価している。
- 利根川進を取材した際には、下調べのために利根川の膨大な資料を取り寄せ、難解な専門用語も調べ尽くし、内容を理解し対談に臨んだ。対談では、利根川が「ここは特に専門的だからはしょります」と言ったところ、立花は「いやいやはしょらないでください。詳細すべて説明してください」と言った。これを聞いた利根川は、この人はジャーナリストと言っても、ずいぶんみんなと違うなと感じたという[35]。
- 原発事故については興味がなく、2011年3月11日東日本大震災による福島第一原子力発電所事故に際して、編集者の阿佐川嗣人が「核崩壊熱という、アインシュタインが発見した巨大なエネルギーが、原子炉というコンクリートの塊を突き破って漏洩したことに、どのような科学史的意味があるのでしょう」と尋ねたのに対し、「その仕事は、ちょっとできない」「あまり勉強していないから。ちょっと自信がない。すみません」と言った。阿佐川は約15年間、立花と交流があったが、「すみません」という言葉を聞いたのはこのときが初めで、耳を疑ったという。その後も、立花が原発事故について発言したことはなかった[36]。

## 批判
- 科学関連の仕事は、文系と理系のクロスオーバーとして評価されているが、自己満足でしかないという批判も受けている[37]。
- 講談社から出版された『文明の逆説―危機の時代の人間研究』における「だいたい女は男にくらべて脳細胞の数が少ないせいか（中略）浅はかさと愚かしさをもってその身上とし」「多淫な女、複数の男性を望む女は例外なく冷感症、不感症」「女性が真に解放されたいと望むなら、早くオルガスムスを味わわせてくれる男を見つけることだ」といった立花の記述に対し、右派の評論家日垣隆は「男根主義」と皮肉った[38]。
- ライブドア前社長堀江貴文は、「堀江被告の保釈・幕引きで闇に消えたライブドア事件」（2006年5月10日）の記事で暴力団と関係があるように書かれたとして、立花と掲載した日経BPネットを運営する日経BP社を相手取って5000万円の損害賠償請求訴訟を起こした[39]。2008年10月3日、東京地裁は「記事の内容は真実と認められない」として、立花らに200万円の支払いを命じた[40]。
- 2007年（平成19年）2月21日付の日経BPネットに「政権の命取りになるか 安倍首相の健康問題」として、「安倍首相は紙オムツを常用せざるをえない状態」「安倍一族は短命の家系。一族の墓誌を丹念に調べた人の報告によると、40代50代で死んでいる人が沢山」などと記述し、「J-CASTニュース」は、それに対する安倍事務所の怒りの声と、ネット掲示板2ちゃんねる上の立花批判の書き込みを取り上げている[41]。
- 鳩山邦夫（代議士）の元秘書であったジャーナリスト上杉隆は、小沢一郎民主党幹事長の政治資金問題を挙げ、立花が検察や小沢や民主党など事件当事者への取材を一切行わず、新聞・テレビの報道や過去の経験を基に憶測で記事を書いている点、更には、10年以上永田町で取材を行っていない点などを批判した。
- 日本共産党は、著書『日本共産党の研究』などに対し「戦前の特高警察や検察が弾圧に使った資料を用いてのでっち上げ」と激しく非難している[42]。

## 教育・執筆・講演活動
- 2010年（平成22年）2月時点、東京大学大学院情報学環特任教授、立教大学21世紀社会デザイン研究科特任教授、大宅壮一ノンフィクション賞の選考委員も務めていた。
- 文系や理系などの垣根を乗り越え、学問の総合・融合・全体像という俯瞰的な視点から、その時代の最先端科学の現場へ足を運んで取材し、一般市民でも理解できるような執筆・出版・ネット発信活動を行ってきた。
- 宇宙飛行士の野口聡一は高校3年生時に立花の『宇宙からの帰還』を読み、宇宙飛行士になる決心をした[43]。2005年（平成17年）12月、野口・立花の対談が実現[44]。
- 2007年（平成19年）に膀胱癌が見つかってから、癌をテーマにした執筆・講演活動が増えた。
- ほぼ毎年行われている自然科学研究機構シンポジウムに、プログラムコーディネータとして参加している。

第1回「見えてきた！宇宙の謎。生命の謎。脳の謎。」
第2回「爆発する光科学の世界 量子から生命体まで」
第3回「生物の生存戦略 われわれ地球ファミリーは いかにして ここに かくあるのか」
第4回「宇宙の核融合・地球の核融合」
第5回「解き明かされる脳の不思議 脳科学の未来」
第6回「宇宙究極の謎 暗黒物質、暗黒エネルギー、暗黒時代」
第7回「科学的発見とは何か－『泥沼』から突然『見晴らし台』へ」
第8回「脳が諸学を生み、諸学が脳を統合する」
第9回「ビックリ4Dで見るサイエンスの革新」
第10回「多彩な地球の生命－宇宙に仲間はいるのか」
第11回「宇宙と生命－宇宙に仲間はいるのかII」
第12回「知的生命の可能性－宇宙に仲間はいるのかIII」

## 著作
※文庫版は版元や巻数が、初版単行本と同一の場合、大半は記述省略
- 『素手でのし上がった男たち』番町書房 1969年
- 『思考の技術』日経新書 1971年、中公文庫 1990年、中公新書ラクレ 2020年
- 『日本経済・自壊の構造』日本実業出版社 1973年（「菊入龍介」名義）
- 『中核VS革マル』全2巻 講談社 1975年、講談社文庫 1983年
- 『田中角栄研究　全記録』講談社 1976年（のち新版＋文庫 全2巻）
- 『文明の逆説 危機の時代の人間研究』講談社 1976年（のち文庫）
- 『日本共産党の研究』講談社 全2巻 1978年（のち文庫 全3巻）。第1回講談社ノンフィクション賞受賞
- 『ジャーナリズムを考える旅』文藝春秋、1978年5月。NDLJP:12277799。（のち『アメリカジャーナリズム報告』で文庫）
- 『アメリカ性革命報告』文藝春秋、1979年9月。NDLJP:12141353。（のち文庫）
- 『農協』朝日新聞社、1980年7月。NDLJP:12039563。（のち朝日文庫）
- 『ロッキード裁判傍聴記』全4巻、朝日新聞社 1981〜85年（のち「ロッキード裁判とその時代」文庫）
- 『田中角栄いまだ釈明せず』朝日新聞社 1982年（のち「田中角栄新金脈研究」文庫）
- 『宇宙からの帰還』中央公論社 1983年、のち文庫 1985 新版2020
- 『「知」のソフトウェア』講談社現代新書 1984年
- 『青春漂流』清家冨夫（写真） 講談社スコラ 1985年（のち文庫）
- 『論駁 ロッキード裁判批判を斬る』全3巻 朝日新聞社、1985-86年（のち文庫）
- 『脳死』中央公論社 1986年（のち文庫）
- 『脳死再論』中央公論社 1988年（のち文庫）
- 『同時代を撃つ 情報ウオッチング』全3巻、講談社 1988-90年（のち文庫）
- 『サイエンス・ナウ』朝日新聞社 1991年（のち文庫）
- 『サル学の現在』平凡社 1991年（のち文春文庫 全2巻）
- 『脳死臨調批判』中央公論社 1992年（のち文庫）
- 『電脳進化論 ギガ・テラ・ペタ』朝日新聞社 1993年（のち文庫）
- 『巨悪 vs 言論』文藝春秋 1993年（のち文庫 全2巻）
- 『臨死体験』文藝春秋（全2巻）、1994年（のち文庫）
- 『ぼくはこんな本を読んできた』文藝春秋、1995年（のち文庫）
- 『インターネット探検』講談社、1996年
- 『脳を究める』朝日新聞社、1996年（のち文庫）
- 『立花隆の同時代ノート』講談社、1997年
- 『インターネットはグローバル・ブレイン』講談社、1997年
- 『立花隆・100億年の旅』朝日新聞社、1998年（のち文庫）
- 『100億年の旅2 宇宙・地球・生命・脳　その原理を求めて』朝日新聞社、1999年（のち文庫）
- 『100億年の旅3 脳とビッグバン』朝日新聞社、2000年（のち文庫）
- 『人体再生』中央公論新社、2000年（のち文庫）
- 『21世紀 知の挑戦』文藝春秋、2000年（のち文庫）
- 『ぼくが読んだ面白い本・ダメな本』文藝春秋、2001年（のち文庫）
- 『東大生はバカになったか 知的亡国論＋現代教養論』文藝春秋、2001年（のち文庫）
- 『解読「地獄の黙示録」』文藝春秋、2002年（のち文庫）
- 『「田中真紀子」研究』文藝春秋、2002年（のち『政治と情念』で文庫）
- 『「言論の自由」VS.「●●●」』文藝春秋、2004年
- 『イラク戦争・日本の運命・小泉の運命』講談社、2004年
- 『シベリア鎮魂歌 香月泰男の世界』[45]文藝春秋、2004年。文春学藝ライブラリー文庫、2023年
- 『思索紀行 ぼくはこんな旅をしてきた』書籍情報社、2004年、ちくま文庫（全2巻）、2020年
- 『エーゲ 永遠回帰の海』書籍情報社、2005年、ちくま文庫、2020年、須田慎太郎（写真）
- 『天皇と東大 大日本帝国の生と死』文藝春秋（全2巻）、2005年、文春文庫（全4巻）2012-13年
- 『滅びゆく国家 日本はどこへ向かうのか』日経BP、2006年
- 『ぼくの血となり肉となった500冊 そして血にも肉にもならなかった100冊』文藝春秋、2007年
- 『小林・益川理論の証明 陰の主役Bファクトリーの腕力』朝日新聞出版、2009年
- 『立花隆の書棚』中央公論新社、2013年、薈田純一（写真）
- 『自分史の書き方』講談社、2013年、講談社学術文庫、2020年
- 『読書脳 ぼくの深読み300冊の記録』文藝春秋、2013年、文春文庫 2016年、石田英敬と巻頭対談
- 『四次元時計は狂わない 21世紀文明の逆説』文春新書、2014年
- 『死はこわくない』文藝春秋、2015年、文庫 2018年
- 『武満徹 音楽創造への旅』文藝春秋、2016年
- 『「戦争」を語る』文藝春秋、2016年
- 『知的ヒントの見つけ方』文春新書、2018年
- 『知の旅は終わらない　僕が3万冊を読み100冊を書いて考えてきたこと』文春新書、2020年1月 - 口述での回想
- 『サピエンスの未来　伝説の東大講義』講談社現代新書、2021年2月

※以下は遺著
- 『立花隆 最後に語り伝えたいこと』中央公論新社、2021年8月。第一部講演、第二部は大江健三郎との対談、解説保阪正康
- 『立花隆 長崎を語る』堀憲昭編、長崎文献社、2021年9月。講演録＋追悼記
- 『立花隆の最終講義　東大生と語り尽くした6時間』文春新書、2021年10月
- 『インディオの聖像』文藝春秋、2022年5月、写真佐々木芳郎
- 『いつか必ず死ぬのになぜ君は生きるのか』SB新書、2022年11月。解説池上彰、年少者向け

### 対談・編著・共著
- 『遊びの研究』三一書房 1976年

9つの討論会の司会を務め、「現代人における<遊び>の構造」を執筆
- 『われらが青春―安東仁兵衛対談集』現代の理論社 1979年

安東仁兵衛と、立花の他に、吉村昭、坂本義和、柴田翔、丸山真男との対談集
- 『ロボットが街を歩く日』吉川弘之との対話、三田出版会 1987年
- 『精神と物質』文藝春秋 1990年、文春文庫 1993年

利根川進へのインタビュー・編著（第4回新潮学芸賞受賞）
- 『ランダムな世界を極める』米沢冨美子との対話、三田出版会 1991年、平凡社ライブラリー 2001年
- 『脳死 NHKスペシャル』 NHK取材班と共編著、日本放送出版協会 1991年
- 『宇宙よ』 秋山豊寛との対話、文藝春秋 1992年（のち文庫 全2巻）
- 『マザーネイチャーズ・トーク』新潮社 1993年（のち文庫）8人との対話集
- 『生、死、神秘体験 対話篇』書籍情報社 1994年（講談社文庫 2007年）10人との対話集
- 『宇宙を語る 立花隆・対話篇』書籍情報社、1995年（中公文庫 全2巻 2007年）7人との対話集、文庫化で講演記録を増補
- 『証言・臨死体験』文藝春秋 1996年（のち文庫）インタビュー集
- 『埴谷雄高 生命・宇宙・人類』角川春樹事務所 1996年　インタビューほか
- 『無限の相のもとに』埴谷雄高との対話、平凡社 1997年
- 『立花隆のすべて』文藝春秋 1998年（のち文庫 全2巻）インタビューほかの編著
- 『環境ホルモン入門』東京大学・立花隆ゼミ編、新潮社、1998年
- 『サイエンス・ミレニアム』中央公論新社 1999年（のち文庫） 科学者との対話集
- 『二十歳のころ』東大立花ゼミ編、新潮社 1998年。68名へのインタビュー編著
  - 『二十歳のころI 1937－1959』『－II 1960－2001』各・全2巻、新潮文庫 2002年／ランダムハウス講談社文庫 2008年
- 『東大講義 人間の現在1 脳を鍛える』新潮社、2000年（のち文庫）編著
- 『新世紀デジタル講義』新潮社、2000年（のち文庫）編著
- 『立花隆「旧石器発掘ねつ造」事件を追う』朝日新聞社、2001年 編著
- 『読む力・聴く力』河合隼雄、谷川俊太郎との対話、岩波書店、2006年／岩波現代文庫、2015年
- 『南原繁の言葉』東京大学出版会、2007年 編者代表
- 『戸塚洋二 がんと闘った科学者の記録』文藝春秋、2009年 共編著
- 『ぼくらの頭脳の鍛え方 必読の教養書400冊』佐藤優との対話、文春新書、2009年
- 『がん 生と死の謎に挑む NHKスペシャル』NHK取材班 文藝春秋 2010年、番組DVD付き、のち文庫（DVDはなし）
- 『二十歳の君へ 16のインタビューと立花隆の特別講義』東大立花ゼミ編、文藝春秋 2011年
- 『立花隆の「宇宙教室」 「正しく思考する技術」を磨く』岩田陽子、日本実業出版社 2014年

以下は論考寄稿（主に青少年向け）
- 『未来をつくる君たちへ 司馬遼太郎作品からのメッセージ』関川夏央、松本健一、日本放送出版協会 2009年
- 『白川静読本』平凡社 2010年。五木寛之、松岡正剛、宮城谷昌光、内田樹、町田康、押井守ほか多数
- 『私と宗教』平凡社新書 2011年。高村薫、小林よしのり、小川洋子、荒木経惟、高橋惠子、龍村仁、細江英公、想田和弘、水木しげる
- 『「こころ」とのつきあい方 13歳からの大学授業 (桐光学園特別授業IV)』 桐光学園中学校・高等学校、御厨貴、高山宏、宮島達男ほか 水曜社 2012年
- 『地球外生命 9の論点』佐藤勝彦、長沼毅、皆川純ほか、自然科学研究機構編、講談社ブルーバックス 2012年
- 『体験から歴史へ─〈昭和〉の教訓を未来への指針に』保阪正康、半藤一利、田城明、講談社 2013年
- 『揺らぐ世界 中学生からの大学講義4』ちくまプリマー新書 2015年。川田順造ほか6名

### 翻訳
- バリー・ターシス『アメリカ人の雑学おもしろ小百科』講談社 1984年
- ライオネル・バスコム共著『バーバラ・ハリスの臨死体験』講談社 1993年、講談社+α文庫 1998年
- ヘンリー・クーパー.Jr『アポロ13号奇跡の生還』新潮社 1994年、新潮文庫 1998年

## 伝記
- 『立花隆のすべて』文藝春秋、1998年3月 / 文春文庫 上下、2001年
- 『「知の巨人」立花隆のすべて 文春ムック 永久保存版』文藝春秋、2021年8月 ISBN 4160070353。追悼出版（電子書籍も刊）
- 『ユリイカ 特集=立花隆』2021年9月号、青土社 ISBN 4791704053。追悼出版
- 高澤秀次『評伝 立花隆　遥かなる知の旅へ』作品社、2023年11月 ISBN 978-4861829970
- 武田徹『神と人と言葉と　評伝・立花隆』中央公論新社、2024年6月 ISBN 978-4120057922（電子書籍も刊）

## 関連人物・関連項目
- 石坂わたる[1]
- エリザベス・キューブラー＝ロス
- オシント
- 月刊現代
- 武満徹[2]
- 堤堯
- 寺山修司
- 梨元勝
- 山中伸弥
- 山元香里[3]

1. ↑  2009年度前期立教大学21世紀社会デザイン研究科立花ゼミのゼミ長。
2. ↑  『文學界』にて「武満徹・音楽創造の旅」を長期連載。
3. ↑  2008年度後期立教大学21世紀社会デザイン研究科立花ゼミのゼミ長。